# Carlo Gaetano von Gaisruck
Karl Kajetan von Gaisruck  (en italiano: Carlo Gaetano von Gaisruck) (Austria, 7 de agosto de 1769 - Milán, Italia, 19 de noviembre de 1846) fue un cardenal austríaco que se desempeñó como Arzobispo de Milán desde 1818 hasta 1846. También obtuvo el título de conde.

## Biografía
Nació el 7 de agosto de 1769 en Klagenfurt, una de las ciudades de Austria. 
Estudió en Salzburgo en un colegio germánico y recibió un doctorado en humanidades y en la filosofía de la Universidad de Salzburgo.
Fue elegido canon de la Catedral de Passau en septiembre de 1788. En el año 1800 fue ordenado sacerdote. El año siguiente fue nombrado obispo auxiliar de Passau, con el título de Obispo de Derbe, y, en consecuencia, fue consagrado obispo el 13 de agosto del mismo año por el príncipe-obispo de Passau Leopold Leonard von Thun. Después de la secularización del obispado de Passau en 1803, Gaisruck tuvo que salir de la ciudad de Passau y luego sirvió como párroco en la Diócesis de Linz hasta su nombramiento como arzobispo de Milán.

## Arzobispo de Milán
La arquidiócesis de Milán quedó vacante tras la muerte del Cardenal Giovanni Battista Caprara en el año 1810, porque el emperador Napoleón Bonaparte
no permitió el nombramiento de un sucesor para la arquidiócesis. La diócesis fue gobernada hasta el año 1818 por el monseñor Carlo Sozzi (1752-1824).
Tras la derrota de Napoleón en 1815, el Congreso de Viena asigna a Milán el Reino de lombrado-véneto gobernado por el emperador Francisco I de Austria. El 1 de marzo de 1816, Francisco I nombró a Gaisruck como arzobispo de Milán sin el acuerdo previo del papa Pío VII. Tardó más o menos dos años de negociaciones con el papa de Roma para resolver la cuestión, y la designación de Gaisruck fue confirmada el 16 de marzo de 1818.
En 1841, Gaisruck fundó la revista L' amico cattolico (el amigo católico) para promover una información religiosa actualizada.
Gaisruck fue acusado por algunos sacerdotes anónimos ante el papa Gregorio XVI por jansenista, inclinaciones y de no ser lo suficientemente devoto a Roma. El mismo Papa le escribió una carta de reprimenda en cuanto la edición 1844 del rito ambrosiano Breviario. Gaisruck rechazó ambos cargos.
El Cardenal Gaisruck participó en los cónclaves papales de 1829 y 1846. En el cónclave de 1846, que iba a presentar el veto del emperador de Austria en contra de la elección del cardenal Giovanni Maria Mastai Feretti, el arzobispo de Imola, pero llegó demasiado tarde; este último ya había sido elegido y tomado el nombre Pío IX.
Carlo Gaetano von Gaisruck falleció el 19 de noviembre de 1846.